# 北神

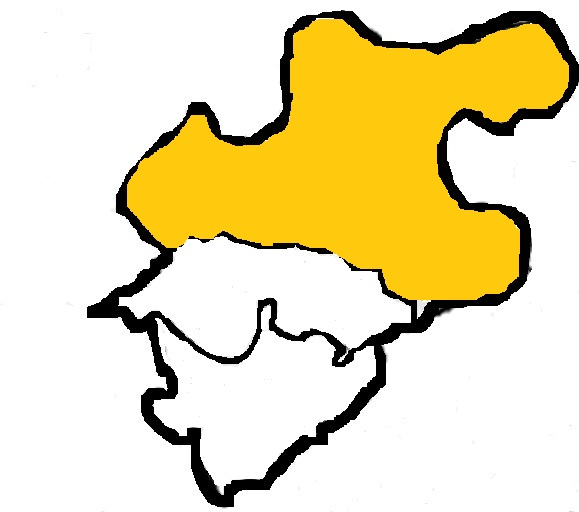
北区のうち、オレンジ色の地域が北神にあたる。

北神（ほくしん）は、兵庫県神戸市北区の地域通称。同区のうち北部のおおむね旧有馬郡および旧美嚢郡だった地域を指す。中心部は神戸電鉄岡場駅周辺で、北区の2大中心地の1つ。北神地区、北神地域とも呼ばれる。2019年、この地域を管轄する区役所として「北神区役所」が設置されたが、「北神区」という行政区は存在しない。

## 概要

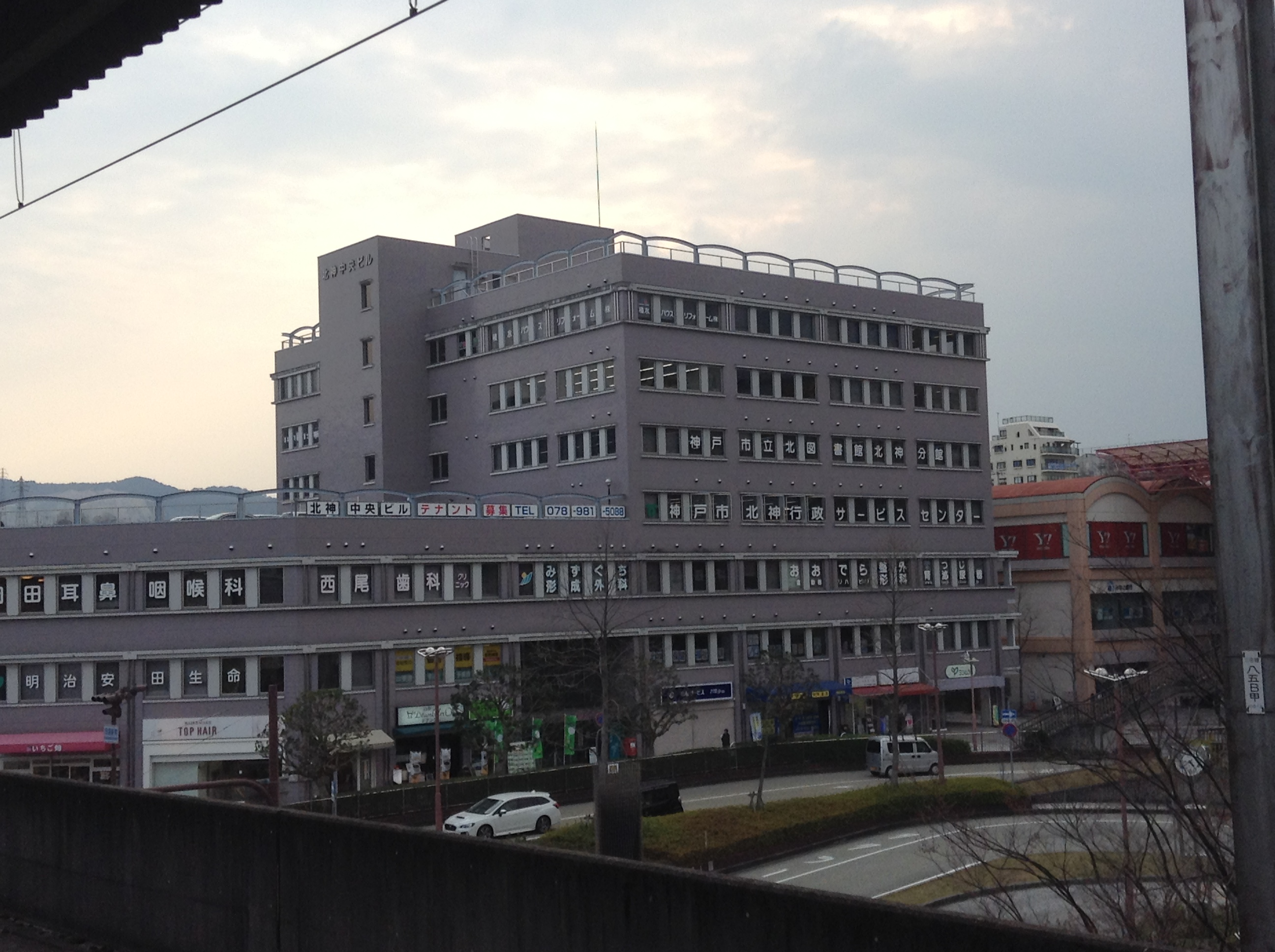
北神区役所が入居する北神中央ビル

1947年から1955年にかけて神戸市に編入された有馬郡南部の旧町村と、美嚢郡に属し1958年に編入された旧淡河村に相当する地域がおおむね北神にあたる。これは、北区全体から旧武庫郡山田村に相当する鈴蘭台地区と山田地区の2地区を除いた地域に相当する。
2019年4月に北区役所の下部組織であった北神支所を、北区役所と同等の権限を持つ北神区役所に格上げし、1つの区に2つの区役所がある全国的にも珍しいケースとなっている。同時に、それまで北図書館の分館に位置付けられていた北神分館も、神戸市立図書館としては10番目の地域拠点館となる北神図書館に昇格した。
神戸電鉄岡場駅周辺の藤原台、道場南口駅、神鉄道場駅周辺の鹿の子台、上津台など六甲北ニュータウン地域を総じて北神ニュータウンと呼ばれることもある。バブル期以前には人口増加を見据えた再分区計画があり、その最有力案は郡名から「有馬区」にする案であり「緑区」にする案も存在したが、再分区は実現していない。
2021年1月現在の人口は84,270人。長年増加が続いていたが、2013年に減少に転じた。ただし、2019年より社会増減が増加に転じ、人口減少幅は小さくなっている。

## 地理

神戸市における北区の位置

### 河川
- 有馬川

## 歴史

### 沿革
- 1889年（明治22年）4月1日 - 町村制が施行され、有馬郡湯山町、有野村、八多村、道場村、大沢村、美嚢郡淡河村、上淡河村が発足。
- 1896年（明治29年）6月15日 - 湯山町が有馬町に改称。
- 1902年（明治35年）5月1日 - 道場村大字上津谷村と大字宅原村が長尾村として分離独立。
- 1919年（大正8年） - 道場村に神戸市が建設する千苅ダムが竣工。
- 1947年（昭和22年）3月1日 - 有馬町、有野村が神戸市兵庫区に編入される。
- 1951年（昭和26年）7月1日 - 八多村、道場村、大沢村が神戸市兵庫区に編入される。
- 1955年（昭和30年）10月15日 - 長尾村が神戸市兵庫区に編入される。
- 1957年（昭和32年）
  - 3月 - 兵庫消防署有馬出張所が設置される。
  - 7月1日 - 淡河村と上淡河村が合併し、改めて淡河村が発足。
- 1958年（昭和33年）2月1日 - 淡河村が神戸市兵庫区に編入される。
- 1964年（昭和39年）10月 - 兵庫消防署有馬出張所が移転する。
- 1971年（昭和46年）3月 - 兵庫消防署道場出張所が設置される。
- 1972年（昭和47年）6月1日 - 有野町唐櫃の一部が灘区に編入され、六甲山町の一部となる。
- 1973年（昭和48年）8月1日 - 兵庫区から北区が分離する。
- 1993年（平成5年）5月 - 北区役所北神行政サービスセンター（出張所）が設置される。
- 1995年（平成7年）12月26日 - 神戸市立北図書館北神分館が開館する。
- 1998年（平成10年）6月 - 有馬、八多、道場、長尾、大沢、淡河の各出張所が連絡所に再編される。
- 2003年（平成15年）12月1日 - 北消防署北神分署が設置され、北消防署道場出張所が廃止される。
- 2011年（平成23年）6月 - 神戸市立北神区民センターが設置される。
- 2017年（平成29年）4月1日 - 北神行政サービスセンターが北神支所に昇格する。
- 2019年（平成31年）
  - 4月1日 - 北神支所が北神区役所に昇格する。
  - 4月23日 - 北図書館北神分館が北神図書館に昇格する。
- 2020年（令和2年）4月1日 - 各連絡所が出張所に再編される[5]。北神区民センターが北神区文化センターに改称される。

## 施設

### 官公署
- 兵庫県有馬警察署
- 神戸市北神区役所
  - 有馬出張所
  - 八多出張所
  - 道場出張所
  - 長尾出張所
  - 大沢出張所
  - 淡河出張所
- 神戸市保健所北神保健センター
- 神戸市北神ボランティアセンター
- 神戸市立有馬斎場
- 神戸市環境局淡河環境センター
- 神戸市経済観光局北農業振興センター
- 神戸市建設局北建設事務所
- 神戸市北消防署北神分署
  - 有馬出張所
- 神戸市水道局北神浄水事務所
  - 千苅浄水場
  - 千苅ダム - 千苅貯水池
- 神戸市立北神図書館
- 神戸市立北神区文化センター

### 病院
- 済生会兵庫県病院
- 神戸アドベンチスト病院
- 甲北病院
- 恒生病院
- 恒生かのこ病院

### その他
- 有野郵便局
- JA兵庫六甲本店
- 神戸市立太閤の湯殿館
- 有馬玩具博物館
- 有馬切手文化博物館
- 北神戸田園スポーツ公園
- 道の駅淡河
- 道の駅神戸フルーツ・フラワーパーク大沢
- イオンモール神戸北
- エコール・リラ ショッピングセンター
- 神戸三田プレミアム・アウトレット
- キリンビール神戸工場（キリンビアパーク神戸）
- めんたいパーク神戸三田

## 教育

### 中学校
- 神戸市立有馬中学校
- 神戸市立有野中学校
- 神戸市立有野北中学校
- 神戸市立唐櫃中学校
- 神戸市立大池中学校
- 神戸市立北神戸中学校
- 神戸市立八多中学校
- 神戸市立大沢中学校
- 神戸市立淡河中学校

### 小学校
- 神戸市立有馬小学校
- 神戸市立有野小学校
- 神戸市立藤原台小学校
- 神戸市立西山小学校
- 神戸市立鹿の子台小学校
- 神戸市立ありの台小学校
- 神戸市立唐櫃小学校
- 神戸市立大池小学校
- 神戸市立道場小学校
- 神戸市立八多小学校
- 神戸市立大沢小学校
- 神戸市立長尾小学校
- 神戸市立好徳小学校
- 神戸市立淡河小学校

### 北区設置後の廃止校
- 神戸市立有野台小学校
- 神戸市立有野東小学校

- 兵庫県立神戸北高等学校

## 交通

### 鉄道路線
- 西日本旅客鉄道（JR西日本）
  - 福知山線（JR宝塚線）：道場駅
- 神戸電鉄

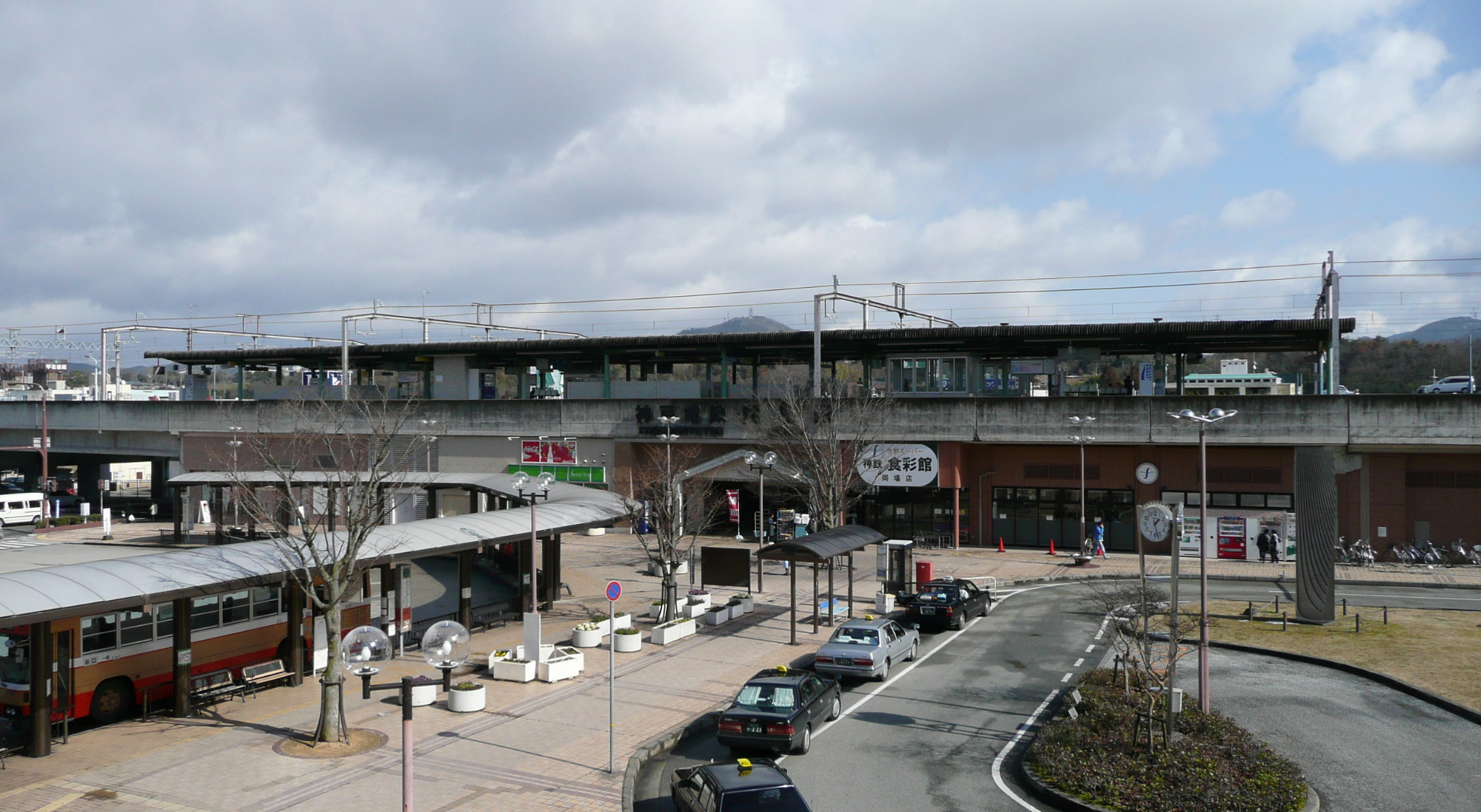
岡場駅

  - 有馬線：大池駅 - 神鉄六甲駅 - 唐櫃台駅 - 有馬口駅 - 有馬温泉駅
  - 三田線：有馬口駅 - 五社駅 - 岡場駅 - 田尾寺駅 - 二郎駅 - 道場南口駅 - 神鉄道場駅
- 神戸住環境整備公社六甲有馬ロープウェー
  - 有馬温泉駅

## 史跡
- 有馬温泉
  - 金の湯
  - 銀の湯
  - 有馬四十八滝
  - 紅葉谷
  - 瑞宝寺公園
  - 愛宕山公園
  - 鼓ヶ滝公園
  - 湯泉神社
  - 温泉寺
  - 極楽寺
  - 念仏寺
  - 善福寺
- 有間神社
- 塩田八幡宮
- 淡河八幡神社
- 多聞寺
- 鏑射寺
- 石峯寺
- 淡河城
- 北僧尾農村歌舞伎舞台
- 千苅ダム